# فرودگاه کیپ‌لینگ
فرودگاه کیپ‌لینگ (به انگلیسی: Kipling Airport) یک فرودگاه همگانی است که یک باند فرود آسفالت دارد و طول باند آن ۹۱۴ متر است. این فرودگاه در کشور کانادا قرار دارد و در ارتفاع ۶۵۷ متری از سطح دریا واقع شده است.